# Бжикув (Нижньосілезьке воєводство)
Бжикув (пол. Brzyków) — село в Польщі, у гміні Тшебниця Тшебницького повіту Нижньосілезького воєводства.
Населення — 217 осіб (2011).
У 1975-1998 роках село належало до Вроцлавського воєводства.

## Демографія
Демографічна структура станом на 31 березня 2011 року:
|          | Загалом | Допрацездатний вік | Працездатний вік | Постпрацездатний вік |
| -------- | ------- | ------------------ | ---------------- | -------------------- |
| Чоловіки | 104     | 15                 | 80               | 9                    |
| Жінки    | 113     | 27                 | 71               | 15                   |
| Разом    | 217     | 42                 | 151              | 24                   |